# Masarykova horská silnice
Masarykova horská silnice je silnice v Krkonoších, která spojuje Hrabačov, Horní Mísečky a vrcholovou oblast západních Krkonoš. Do září 2019 byla úředně součástí silnice II/286, vedoucí z Jičína. Původně se název vztahoval na celý úsek od Hrabačova po Zlaté návrší v délce cca 22,5 km, nyní se používá převážně jen pro její horskou partii o délce zhruba 4,5 km.

## Popis
Až po parkoviště v Horních Mísečkách je silnice II/286 otevřená veřejnému provozu a celoročně udržovaná. Horská část silnice byla do září 2019 evidována jako součást silnice II/286 bez zimní údržby a platil zde zákaz vjezdu všech motorových vozidel. Výjimka byla možná jen na zvláštní povolení (vjezd zásobování, vjezd složek IZS aj.), trvalou výjimku měla kyvadlová autobusová doprava (dříve linka 670073 dopravce BusLine, později linka 670991 dopravce BusLine LK). Individuální motorizovaná doprava je tedy v tomto úseku prakticky vyloučená, tudíž je tento úsek vhodný pro pěší a cyklistické výlety na hřebeny západních Krkonoš.
Horská část tedy začíná v Horních Mísečkách u Jilemnické boudy přibližně ve výšce 1035 m n. m. Poté se přimyká k plochému jižnímu svahu Zlatého návrší a čtyřmi vlásenkovitými zatáčkami se rychle vyšplhá nejprve do výšky 1220 m n. m., načež téměř rovným úsekem táhlého stoupání opouští výškové pásmo lesa (v průběhu stoupání je zajímavé pozorovat stále se snižující smrky, které okolo 1300 m n. m. mizí a nahrazuje je zakrslá kosodřevina) a dosahuje až 1370 m n. m. Po poslední ostré pravotočivé zatáčce silnice končí smyčkou na Zlatém návrší ve výšce 1390 m n. m. Na několika místech jsou zbudovány rozšířené výhybny, neboť silnice je poměrně úzká a protijedoucí vozidla by se jinak nemohla bezpečně vyhnout.

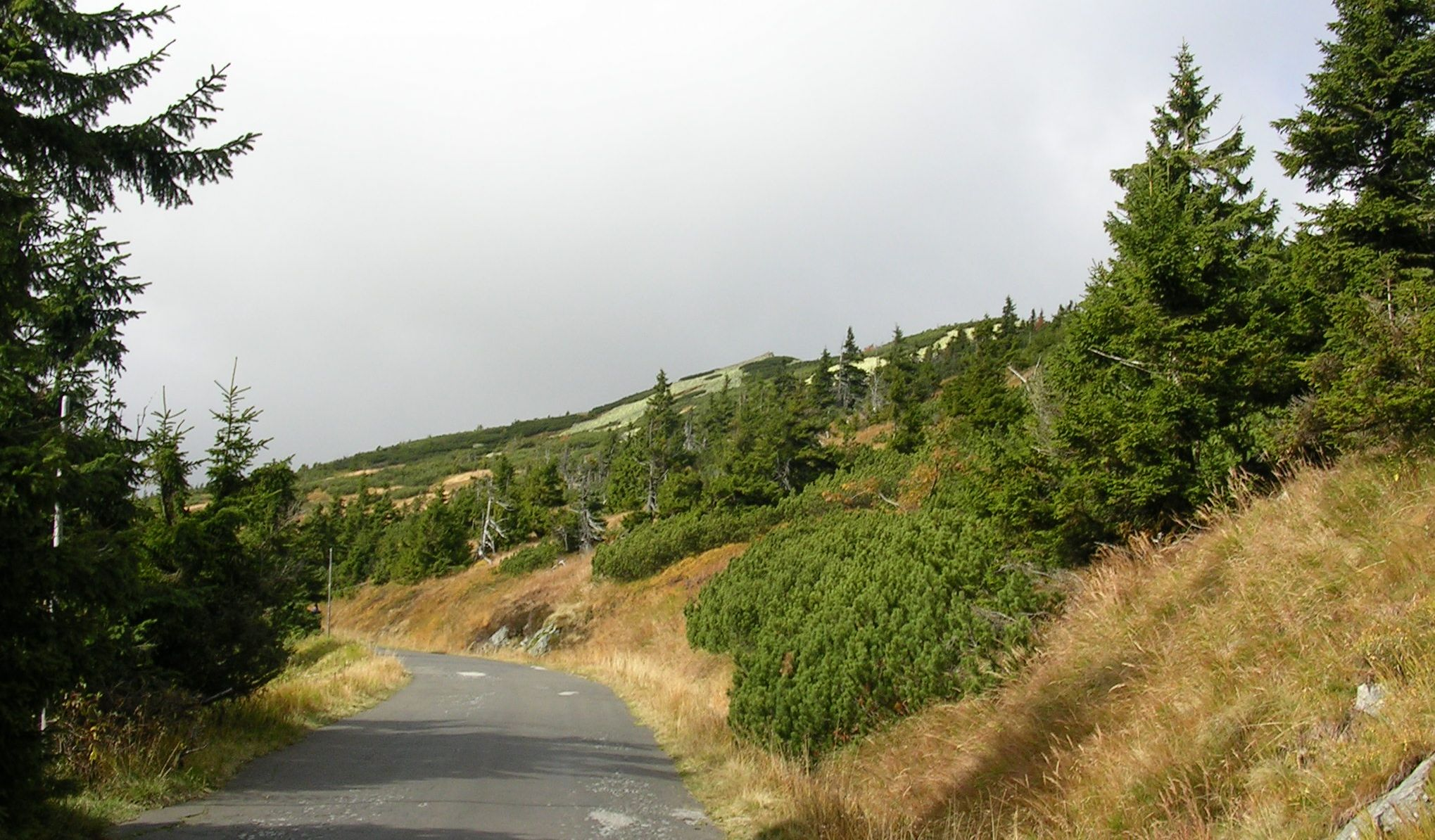
Silnice nad druhou levotočivou vlásenkou
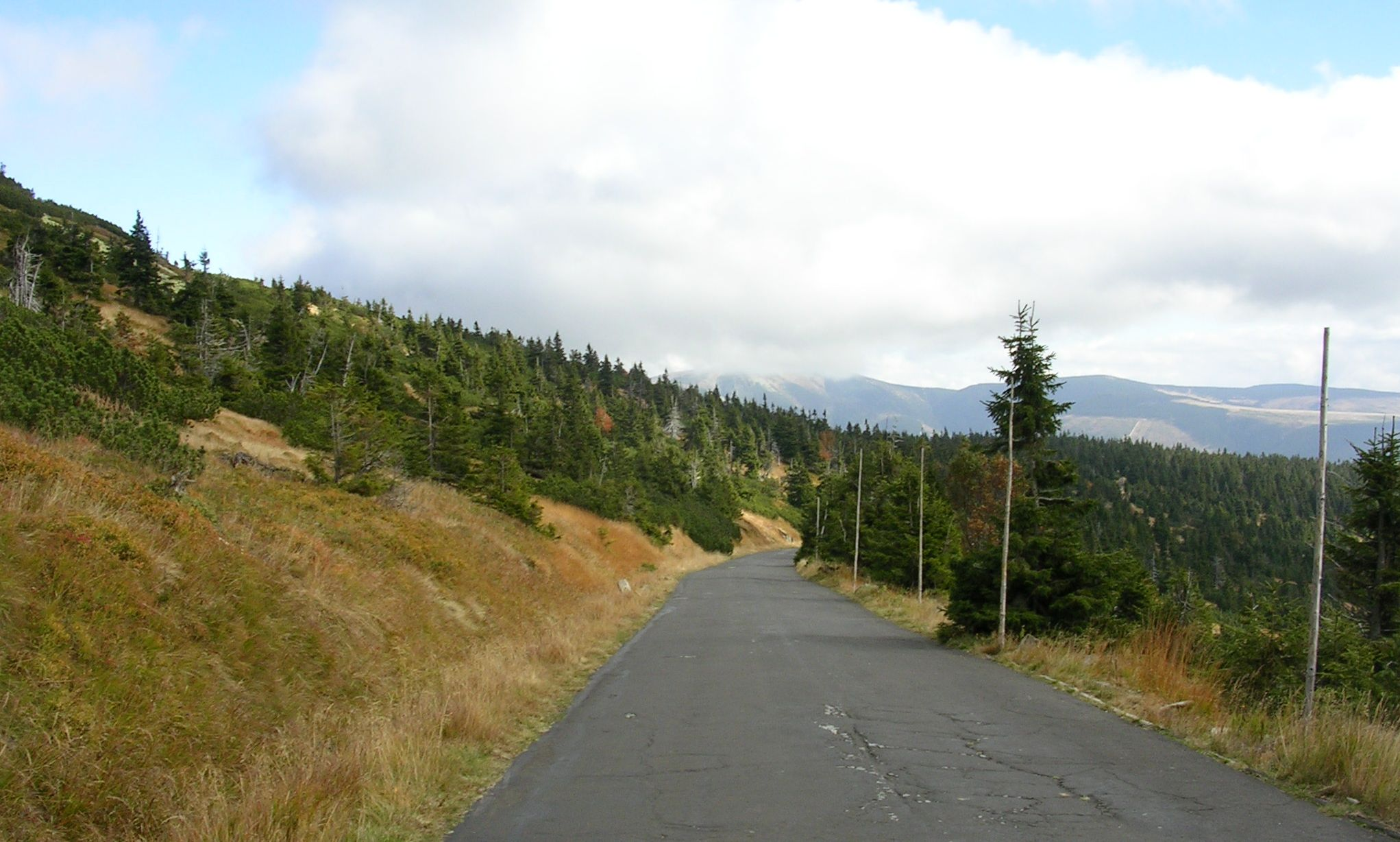
Silnice na úbočí Krkonoše v oblasti končícího lesního pásma
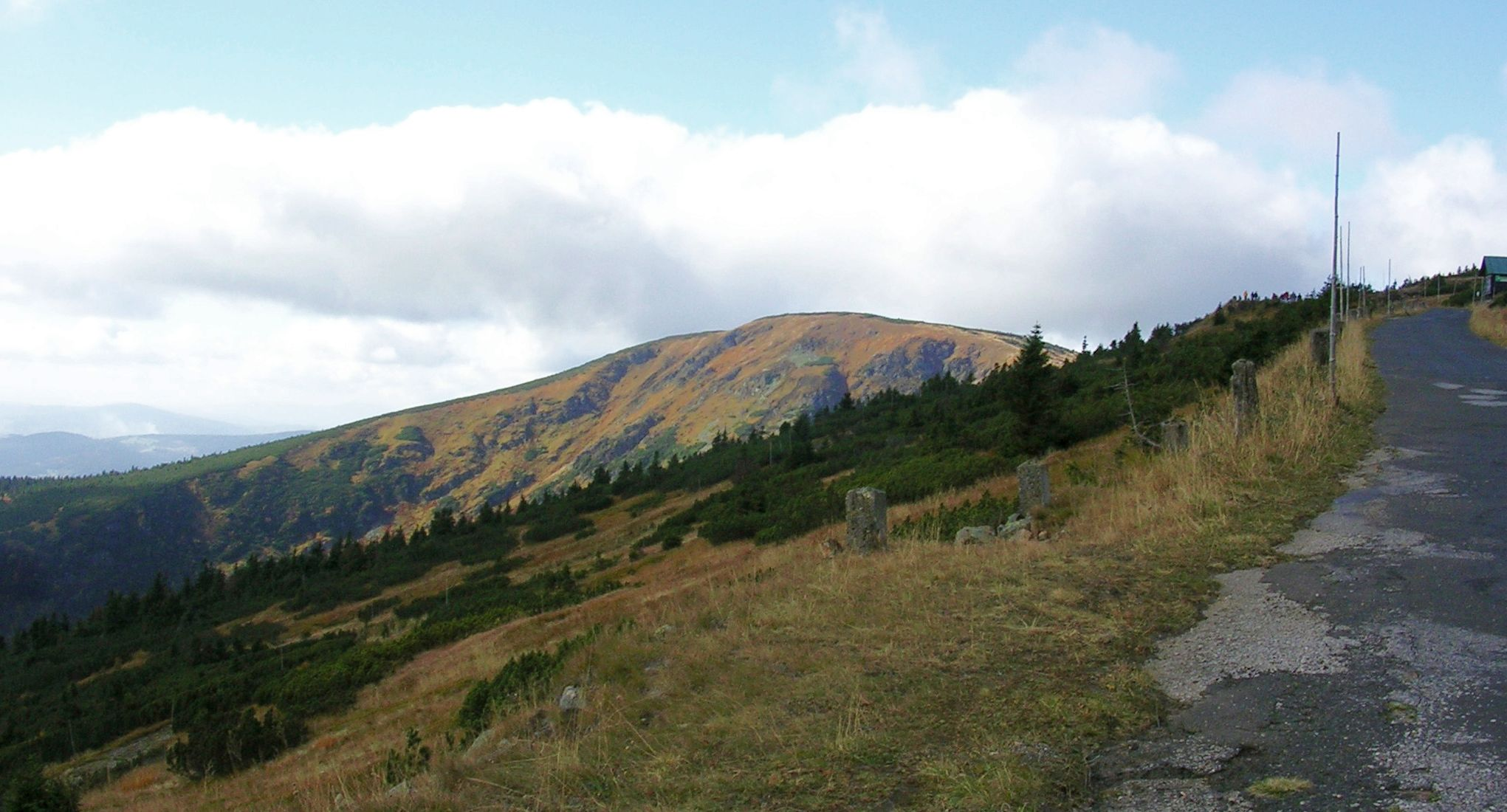
Pohled na Kotel (1435 m n. m.) z úseku výhybny v přímém úseku

Po části trasy vede  Bucharova cesta spojující Zlaté návrší s dalšími významnými turistickými cíli:
- sever: Pančavský vodopád, pramen Labe, Labská bouda, odkud lze pokračovat na Sněžné jámy, Vysoké kolo, Petrovku a Špindlerovku;
- severozápad: Pančavská louka, Vosecká bouda, oblast řeky Mumlavy a Harrachov;
- západ: Harrachovy kameny, Kotel, Růženčina zahrádka, Dvoračky a Rokytnice nad Jizerou;
- východ: Medvědín s lanovkou do Špindlerova Mlýna.

## Historie
Z Jilemnice na sever do hor vedla podél říčky Jizerky přes Dolní Štěpanice a Vítkovice v Krkonoších do Dolních Míseček hospodářská cesta, kterou v letech 1887 až 1897 nechal vybudovat správce jilemnického Harrachova panství. Z Dolních Míseček pak přes Horní Mísečky stoupala po jižním úbočí Zlatého návrší vozová cesta (dnes  „Stará vozová cesta“) až na Harrachovu louku, k rozmezí harrachovského a morzinského panství. Tuto cestu využívali jak panští hospodáři, tak místní obyvatelé a první turisté.
Po vzniku Československa v říjnu 1918 vyvstaly problémy, jak účinně chránit jeho hranice. Začala se formovat nová Československá armáda převážně z bývalých českých vojáků rakousko-uherské armády, kteří museli v příhraničních oblastech řešit i ozbrojené výboje skupin nesouhlasících s novým státem. Nutnost bránit hranice fyzicky i finančně vedla k tomu, že byla v roce 1919 vytvořena nástupnická finanční stráž. Když se v roce 1933 stal Adolf Hitler kancléřem Německa, potřeba ochrany republiky ještě zesílila. Vedení státu a armády se na doporučení francouzských spojenců klonilo k vytvoření stálého opevnění po celé hranici s Německem a Rakouskem. Oficiální rozkaz k budování opevnění byl vydán 21. července 1934.
Již předtím se ale začalo s přípravnými pracemi. V oblasti západních Krkonoš mělo vliv i to, že Německo mezitím vystavělo ze slezské strany vlastní silnice ze Schreiberhau až na hřebeny, do bezprostřední blízkosti československé hranice. Tím se náhorní planiny v oblasti Labské louky staly snadno přístupnými z německé strany. Československá strana proto rozhodla o důkladné modernizaci staré harrachovské cesty, a to jak z vojensko-strategických důvodů, tak i (spíše sekundárně) pro povzbuzení turismu a cestovního ruchu.

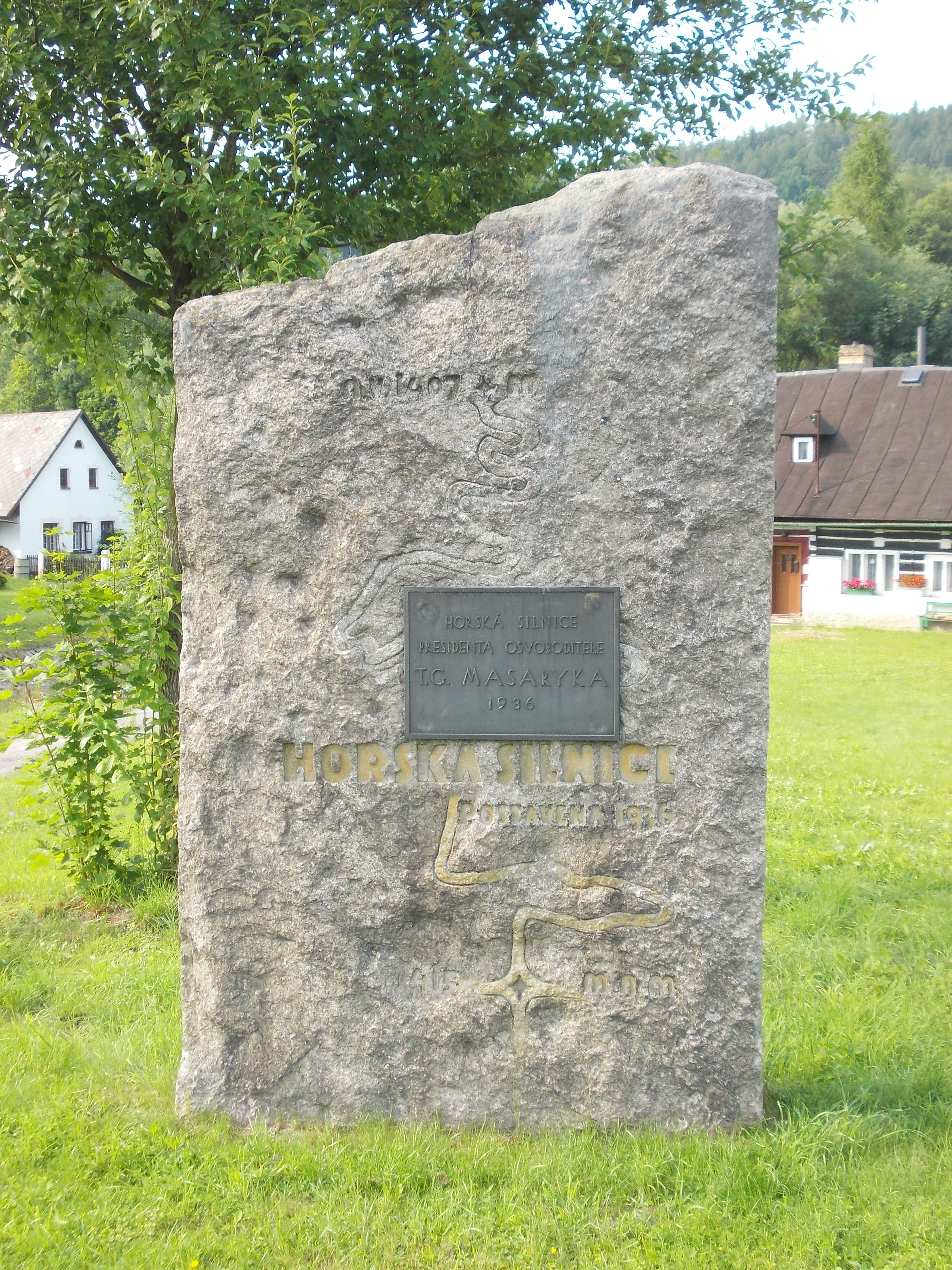
Pamětní obelisk v Hrabačově

Celá silnice od Hrabačova až po Dolní Mísečky prošla modernizací a rozšířením. Byly zbudovány nové železobetonové a kamenné mosty a propustky, od Dolních Míseček pak byla silnice přeložena do zcela nové stopy s mnoha serpentinami pro snazší pohyb tehdejších automobilů. Úsek z Míseček na hřeben Zlatého návrší započala firma Fifka a Moravec stavět v květnu 1934 a zaměstnala na ní stovky dělníků ze širokého okolí, jimž vyplácela hodinovou mzdu 2,30 Kč. Stavba v obtížných horských podmínkách, zejména nad pásmem lesa (cca 1250 m n. m.), mohla probíhat jen asi 5 měsíců v roce, takže slavnostní otevření kompletně vydlážděné silnice proběhlo až 10. srpna 1936 a celkové náklady dosáhly 4,5 milionu Kč. Oficiální turistický význam silnice byl doprovázen snahou o výstavbu tzv. Švehlovy chaty nad koncovou smyčkou silnice. K její realizaci nikdy nedošlo, až v roce 1964 zde byla postavena aspoň malá Vrbatova bouda.
Na křižovatce v Hrabačově byl umístěn pamětní obelisk, na jehož čelní straně je vytesán reliéf zjednodušeného půdorysu silnice, s uvedeném kóty 415 m pro nadmořskou výšku hrabačovské křižovatky a kóty 1407 m pro nadmořskou výšku hřebenové točny. Tento obelisk byl později opatřen bronzovou tabulkou s textem „Horská silnice presidenta Osvoboditele T.G. Masaryka 1936“.
Přestože silnice byla původně postavena pro snazší příjezd na hory a ulehčení staveb lehkého opevnění československé republiky, paradoxně posloužila opačně: po nuceném odstoupení sudetského pohraničí v důsledku Mnichovské dohody se po ní do vnitrozemí snadno dopravovaly jednotky Wehrmachtu.
Kvůli výstavbě nové Labské boudy byla silnice na přelomu 60. a 70. let přeasfaltována a došlo i k rozšíření vlásenek ve spodní části tak, aby tudy mohly projíždět přetížené automobily Roman s betonovou směsí na korbě. Původní stopa silnice je dodnes dobře viditelná, na mnoha místech se dochovaly i původní patníky či odvodňovací propustky. V roce 1974 byla horská část silnice od Jilemnické boudy uzavřena pro veřejný provoz, zároveň byla pro turisty vybudována kapacitní parkoviště ve Vítkovicích, na Dolních Mísečkách i na Horních Mísečkách.
Po roce 2000 byl zrekonstruován havarijní úsek silnice mezi Dolními Štěpanicemi a odbočkou do Křížlic.
Na základě koncepčního materiálu ŘSD Kategorizace silniční a dálniční sítě do roku 2040 z roku 2010, který reflektuje změnu ČSN 736101 Projektování silnic a dálnic a stanovuje kategorie výhradně extravilánových úseků pozemních komunikací, schválilo zastupitelstvo Libereckého kraje 16. března 2004  koncepci „Kategorizace krajských silnic II. a III. třídy – 1. etapa“. V návaznosti na tyto koncepční materiály byl k 4. září 2019 úsek Horní Mísečky – Zlaté návrší v délce 4 543 metrů Libereckým krajem vyřazen ze silniční sítě (téhož roku byly v kraji též vyřazeny silnice III/2719 a III/27110 v Hrádku nad Nisou a silnice III/03520 Dlouhý Most – Javorník).